# Ekseption
Ekseption je bila nizozemska rock skupina, ki je izvajala progresivni in simfonični rock. Člani skupine so se pogosto menjali. Edini, ki je bil član skupine od nastanka pa do konca in je igral na vseh albumih je bil trobentač Rein van den Broek (10. september 1945 – 11. maj 2015). Skupina je bila popularna v 70. letih dvajsetega stoletja. Skladbe, kot so Beethovnova »The Fifth« in Bachova »Air« so bile uvrščene med 10 najboljših nizozemskih singlov. Skupinin drugi album Beggar Julia's Time Trip je osvojil nagrado za nizozemski album leta. Prvih pet albumov je bilo zlatih.

## Zgodovina
Skupina Ekseption se je razvila iz srednješolske skupine »The Jokers«, ki jo je ustanovil van den Broek leta 1958. Prvi njeni člani so bili: basist Hans Alta, trobentač Rein van der Broek, bobnar Tim Griek in kitarist, saksofonist Huib van Kampen. Kmalu so preimenovali ime skupine v »The Incrowd«, vendar je skupina s takšnim imenom že obstajala. Končno so se leta 1967 preimenovali v »Ekseption«, kar je nizozemski prevod »The Incrowd«. Skupina je takrat igrala jazz, pop in preigravala znane skladbe. Leta 1969 pa so, po prihodu klaviaturista Ricka van der Lindna, ki je bil navdušen nad klasično glasbo, začeli igrati klasični rock. Pred snemanjem prvega albuma sta skupino zapustila Hans Alta in Tim Griek, prišla pa sta basist Cor Dekker in bobnar Peter de Leeuwe. Večino njihovega programa so sestavljale predelave skladb Beethovna, Bacha, Mozarta in ostalih klasičnih skladateljev.
Po albumu Trinity so člani skupine prosili van der Lindna naj zapusti skupino. Van der Lindna je zamenjal klaviaturist Hans Jansen. Po njegovem prihodu je skupina znova začela izvajati predvsem jazz. Leta 1976  je skupina razpadla. Istega leta so nekdanji člani skupine Ekseption ustanovili skupino »Spin«. V dveh letih obstoja je skupina izdala dva albuma. Leta 1978 pa je prišlo do združitve skupin »Spin« in »Trace«, ki jo je ustanovil van der Linden, v skupino Ekseption. Skupina je nato obstajala do leta 1989. Po razpadu je bilo kar nekaj obuditev skupine, ki je dokončno prenehala z delovanjem po van der Lindnovi smrti leta 2006.

## Člani

### Ekseption
- Rein van den Broek - trobenta, krilnica (1967-1989)
- Rick van der Linden - klaviature (1969–1973, 1978–1981)
- Cor Dekker - bas kitara (1969–1975)
- Peter de Leeuwe - bobni, vokal (1969, 1971–1972)
- Rob Kruisman - saksofon, flavta, vokal (1969)
- Huib van Kampen - solo kitara, tenor saksofon (1969)
- Dennis Whitbread - bobni (1970)
- Dick Remelink - saksofon, flavta (1970–1972)
- Michel van Dijk - vokal (1970)
- Linda van Dyck - vokal (1970)
- Erik van Lier - pozavna, tuba (1970)
- Tony Vos - saksofon (1969–1971)
- Steve Allet - vokal (1970)
- Jan Vennik - saksofon, flavta (1973–1979)
- Pieter Voogt - bobni (1973–1975)
- Hans Jansen - klaviature (1974–1977)
- Hans Hollestelle - kitara (1974–1976)
- Max Werner - bobni (1981)
- Johan Slager - bas kitara, kitara (1981)
- Jan Hollestelle - bas, čelo (1976)
- Frans Muys van de Moer - kontrabas (1989–1993)
- Cees Kranenburg - bobni, tolkala (1976)
- Inez van der Linden - vokal (2003)
- Mark Inneo - bobni (2003)
- Bob Shields - kitara (2003)
- Meredith Nelson - bas kitara (2003)
- Peter Tong - klaviature (2003)

### Spin
- Rein van den Broek - trobenta
- Jan Vennik - saksofon, flavta
- Hans Jansen - klaviature
- Hans Hollestelle - kitara
- Kees Kranenburg - bobni
- Jan Hollestelle - bas kitara

## Diskografija
- Ekseption (1969)
- Beggar Julia's Time Trip (1970)
- Ekseption 3 (1970)
- 00.04 (1971)
- Ekseption 5 (1972)
- Trinity (1973)
- Bingo (1974)
- Mindmirror (1976)
- Back to the Classics (1976)
- Ekseption '78 (1978)
- Dance Macabre (1981)
- Ekseption '89 (1989)

### Albumi v živo
- Ekseption Live at Idssteiner Schloss (1978)
- The Reunion (1994)
- Live in Germany (2003)
- The Lost Last Live Concert Tapes (2009)

### Kompilacije
- Ekseptional Classics - the Best of Ekseption (1973)
- Greatest Hits - Classics (1975)
- Best of Ekseption
- Reflection (1976)
- Past and Present (1983)
- Ekseption Plays Bach (1989)
- Greatest Hits (1990)
- With Love From Ekseption (1993)
- The 5th: Greatest Hits (1998)
- Selected Ekseption (1999)
- With a smile (2000)
- Air (2001)
- The Best from Classics (2001)
- The Best of Ekseption (2002)
- The Universal Master Collection (2003)
- 3 Originals (2004)
- Hollands Glorie (2009)
- The Story of Ekseption (2010)